# Діссен-ам-Аммерзее
Діссен-ам-Аммерзее (нім. Dießen am Ammersee) — громада в Німеччині, розташована в землі Баварія на березі озера Аммер. Підпорядковується адміністративному округу Верхня Баварія. Входить до складу району Ландсберг.
Площа — 82,64 км2. Населення становить 10 546 ос. (станом на 31 грудня 2020).